# Single numer jeden w roku 1986 (USA)
Notowanie Billboard Hot 100 przedstawia najlepiej sprzedające się single w Stanach Zjednoczonych. Publikowane jest ono przez magazyn Billboard, a dane kompletowane są przez Nielsen SoundScan w oparciu o cotygodniowe wyniki sprzedaży cyfrowej oraz fizycznej singli, a także częstotliwość emitowania piosenek na antenach stacji radiowych.

## Historia notowania
| Data publikacji | Piosenka                                  | Artysta                          |
| --------------- | ----------------------------------------- | -------------------------------- |
| 4 stycznia      | „Say You, Say Me”                         | Lionel Richie                    |
| 11 stycznia     | „Say You, Say Me”                         | Lionel Richie                    |
| 18 stycznia     | „That's What Friends Are For”             | Dionne i Przyjaciele             |
| 25 stycznia     | „That's What Friends Are For”             | Dionne i Przyjaciele             |
| 1 lutego        | „That's What Friends Are For”             | Dionne i Przyjaciele             |
| 8 lutego        | „That's What Friends Are For”             | Dionne i Przyjaciele             |
| 15 lutego       | „How Will I Know”                         | Whitney Houston                  |
| 22 lutego       | „How Will I Know”                         | Whitney Houston                  |
| 1 marca         | „Kyrie”                                   | Mr. Mister                       |
| 8 marca         | „Kyrie”                                   | Mr. Mister                       |
| 15 marca        | „Sara”                                    | Starship                         |
| 22 marca        | „These Dreams”                            | Heart                            |
| 29 marca        | „Rock Me Amadeus”                         | Falco                            |
| 5 kwietnia      | „Rock Me Amadeus”                         | Falco                            |
| 12 kwietnia     | „Rock Me Amadeus”                         | Falco                            |
| 19 kwietnia     | „Kiss”                                    | Prince i The Revolution          |
| 26 kwietnia     | „Kiss”                                    | Prince i The Revolution          |
| 3 maja          | „Addicted to Love”                        | Robert Palmer                    |
| 10 maja         | „West End Girls”                          | Pet Shop Boys                    |
| 17 maja         | „Greatest Love of All”                    | Whitney Houston                  |
| 24 maja         | „Greatest Love of All”                    | Whitney Houston                  |
| 31 maja         | „Greatest Love of All”                    | Whitney Houston                  |
| 7 czerwca       | „Live to Tell”                            | Madonna                          |
| 14 czerwca      | „On My Own”                               | Patti LaBelle i Michael McDonald |
| 21 czerwca      | „On My Own”                               | Patti LaBelle i Michael McDonald |
| 28 czerwca      | „On My Own”                               | Patti LaBelle i Michael McDonald |
| 5 lipca         | „There'll Be Sad Songs (To Make You Cry)” | Billy Ocean                      |
| 12 lipca        | „Holding Back the Years”                  | Simply Red                       |
| 19 lipca        | „Invisible Touch”                         | Genesis                          |
| 26 lipca        | „Sledgehammer”                            | Peter Gabriel                    |
| 2 sierpnia      | „Glory of Love”                           | Peter Cetera                     |
| 9 sierpnia      | „Glory of Love”                           | Peter Cetera                     |
| 16 sierpnia     | „Papa Don’t Preach”                       | Madonna                          |
| 23 sierpnia     | „Papa Don’t Preach”                       | Madonna                          |
| 30 sierpnia     | „Higher Love”                             | Steve Winwood                    |
| 6 września      | „Venus”                                   | Bananarama                       |
| 13 września     | „Take My Breath Away”                     | Berlin                           |
| 20 września     | „Stuck with You”                          | Huey Lewis and the News          |
| 27 września     | „Stuck with You”                          | Huey Lewis and the News          |
| 4 października  | „Stuck with You”                          | Huey Lewis and the News          |
| 11 października | „When I Think of You”                     | Janet Jackson                    |
| 18 października | „When I Think of You”                     | Janet Jackson                    |
| 25 października | „True Colors”                             | Cyndi Lauper                     |
| 1 listopada     | „True Colors”                             | Cyndi Lauper                     |
| 8 listopada     | „Amanda”                                  | Boston                           |
| 15 listopada    | „Amanda”                                  | Boston                           |
| 22 listopada    | „Human”                                   | The Human League                 |
| 29 listopada    | „You Give Love a Bad Name”                | Bon Jovi                         |
| 6 grudnia       | „The Next Time I Fall”                    | Peter Cetera i Amy Grant         |
| 13 grudnia      | „The Way It Is”                           | Bruce Hornsby & the Range        |
| 20 grudnia      | „Walk Like an Egyptian”                   | The Bangles                      |
| 27 grudnia      | „Walk Like an Egyptian”                   | The Bangles                      |